# Sāzīn
Sāzīn (persiska: سازين, سازَن) är en ort i Iran.   Den ligger i provinsen Zanjan, i den nordvästra delen av landet, 260 km väster om huvudstaden Teheran. Sāzīn ligger 1 949 meter över havet och antalet invånare är 222.
Terrängen runt Sāzīn är huvudsakligen kuperad, men norrut är den platt. Terrängen runt Sāzīn sluttar norrut.Runt Sāzīn är det ganska tätbefolkat, med 108 invånare per kvadratkilometer. Närmaste större samhälle är Qīdar, 19,1 km norr om Sāzīn. Trakten runt Sāzīn består i huvudsak av gräsmarker.